# بلا استراچه سائیناتی
بلا استراچه سائیناتی (ایتالیایی: Bella Starace Sainati؛ ۲ ژوئن ۱۸۷۸ – ۴ اوت ۱۹۵۸) بازیگر اهل ایتالیا بود.
از فیلم‌هایی که وی در آن نقش داشته است، می‌توان به فابیولا، احساس مالکیت، خداحافظ جوانی، اودسا در میان شعله‌ها، نخستین عشق، معشوقه پنهانی و عروسی خون اشاره کرد.